# Tom Walker (chanteur)
Pour les articles homonymes, voir Thomas Walker.
Tom Walker est un chanteur écossais né à Glasgow et ayant grandi près de Manchester. Il est signé chez le label Relentless Records de Sony Music. Son premier single Sun Goes Down sort en mars 2016. Le 19 mai 2017 il sort son EP, Blessings. Sa chanson Leave a Light On sort en 2017 et devient son premier succès international. Elle est numéro un des ventes en France la semaine du 9 mars 2018.
Son premier album, What a Time to be Alive, sort le 1er mars 2019.
Son second album "I AM" sort le 20 septembre 2024

## Discographie

### Albums
| Titre                   | Détails                                                                       | Classement | Classement | Classement | Classement | Classement | Classement | Classement | Classement |
| Titre                   | Détails                                                                       | ALL        | AUT        | BE (F)     | BE (W)     | FRA        | IRE        | R-U        | SUI        |
| ----------------------- | ----------------------------------------------------------------------------- | ---------- | ---------- | ---------- | ---------- | ---------- | ---------- | ---------- | ---------- |
| What a Time to be Alive | - Sortie: 1er mars 2019 - Label: Relentless Records - Format: Vente numérique | 19         | 34         | 31         | 86         | 29         | 14         | 1          | 8          |

### EPs
| Titre     | Détails                                                                     | Notes |
| --------- | --------------------------------------------------------------------------- | --- |
| Blessings | - Sortie: 19 mai 2017 - Label: Relentless Records - Format: Vente numérique | \| No \| Titre \| Durée \| \| -- \| ----------------------- \| ----- \| \| 1. \| Blessings (EP version) \| 3:17 \| \| 2. \| Karma \| 3:03 \| \| 3. \| Rapture \| 3:06 \| \| 4. \| Play Dead (The 4AM Mix) \| 3:54 \| \| 5. \| Just You and I \| 3:16 \| |
| No        | Titre                                                                       | Durée |
| 1.        | Blessings (EP version)                                                      | 3:17 |
| 2.        | Karma                                                                       | 3:03 |
| 3.        | Rapture                                                                     | 3:06 |
| 4.        | Play Dead (The 4AM Mix)                                                     | 3:54 |
| 5.        | Just You and I                                                              | 3:16 |

### Singles
| Sun Goes Down (featuring Kojey Radical)                                          | 2016 | — | — | —  | —  | — | —  | — | —  | —  |                                     |
| Fly Away with Me                                                                 | 2016 | — | — | —  | —  | — | —  | — | —  | —  | What a Time to be Alive (Deluxe)    |
| Play Dead                                                                        | 2016 | — | — | —  | —  | — | —  | — | —  | —  | Blessings                           |
| Just You and I                                                                   | 2017 | — | — | —  | —  | — | —  | — | —  | —  | Blessings / What a Time to be Alive |
| Blessings                                                                        | 2017 | — | — | —  | —  | — | —  | — | —  | —  | Blessings / What a Time to be Alive |
| Rapture                                                                          | 2017 | — | — | —  | —  | — | —  | — | —  | —  | Blessings                           |
| Heartland                                                                        | 2017 | — | — | —  | 39 | — | —  | — | —  | —  |                                     |
| Leave a Light On                                                                 | 2017 | 8 | 2 | 2  | 3  | 1 | 10 | 8 | 7  | 3  | What a Time to be Alive             |
| My Way                                                                           | 2018 | — | — | —  | —  | — | —  | — | —  | —  | What a Time to be Alive             |
| Angels                                                                           | 2018 | — | — | —  | 39 | — | —  | — | —  | —  | What a Time to be Alive             |
| Just You and I (2019 re-release)                                                 | 2019 | — | — | 32 | 23 | — | 15 | — | 8  | 93 |                                     |
| All That Matters (acoustic version)                                              | 2019 | — | — | —  | —  | — | —  | — | —  | —  | What a Time to be Alive (Deluxe)    |
| Not Giving In                                                                    | 2019 | — | — | —  | —  | — | —  | — | —  | —  | What a Time to be Alive             |
| Now You're Gone (featuring Zara Larsson)                                         | 2019 | — | — | —  | —  | — | 77 | — | 79 | —  | What a Time to be Alive             |
| Better Half of Me                                                                | 2019 | — | — | —  | —  | — | 55 | — | 30 | —  | What a Time to be Alive (Deluxe)    |
| Heartbeats                                                                       | 2019 | — | — | —  | —  | — | —  | — | —  | —  | What a Time to be Alive (Deluxe)    |
| Wait For You                                                                     | 2020 | — | — | —  | —  | — | 90 | — | 47 | —  |                                     |
| "—" signifie que le titre n'a pas été publié ou n'a pas atteint les hit-parades. |      |   |   |    |    |   |    |   |    |    |                                     |

## Liens
- Official website
- Facebook